# Morti nel 1312
| Questa pagina contiene informazioni ricavate automaticamente dalle voci biografiche con l'ausilio del template Bio e di un bot. L'aggiornamento è periodico e automatico e ricostruisce completamente la pagina. Se manca una persona in questa lista, sei pregato di non aggiungerla, ma accertati piuttosto che la sua voce biografica contenga il template Bio e che i dati anagrafici siano correttamente compilati. Se il template Bio manca, inseriscilo tu stesso o, in alternativa, metti l'avviso {{tmp\|Bio}} che ne segnala la mancanza. Se i dati riportati sono sbagliati, correggi direttamente la voce biografica; le modifiche saranno visibili in questa lista entro pochi giorni. Per chiarimenti vedi il progetto biografie. La lista contiene solo le 33 persone che sono citate nell'enciclopedia e per le quali è stato implementato correttamente il template Bio. Pagina aggiornata al 2 mar 2025. |

- 10 gennaio - Pazzino di Jacopo de' Pazzi, condottiero italiano
- 23 gennaio - Isabella di Villehardouin, principessa (n. 1263)
- 12 aprile - Rizzardo IV da Camino, condottiero e nobile italiano (n. 1274)
- 1º maggio - Eufemia di Rugia, nobile tedesca
- 1º maggio - Paolo I Šubić, nobile croato
- 13 maggio - Teobaldo II di Lorena, duca francese (n. 1263)
- 16 maggio - Pierre de la Chapelle Taillefer, cardinale francese
- 14 giugno - Guglielmo Cavalcabò, politico italiano
- 18 giugno - Leutold I di Kuenring-Dürnstein, nobile austriaco (n. 1243)
- 19 giugno - Pietro Gaveston, nobile francese
- 3 luglio - Marino Zorzi, politico e diplomatico italiano
- 6 luglio - Tiso VIII da Camposampiero, condottiero e politico italiano
- 23 agosto - Francesco d'Este, politico e nobile italiano
- 27 agosto - Arturo II di Bretagna, nobile (n. 1262)
- 27 agosto - Angelo Conti, religioso italiano (n. 1226)
- 7 settembre - Ferdinando IV di Castiglia, re spagnolo (n. 1285)
- 9 settembre - Ottone III di Baviera, nobile (n. 1261)
- 9 ottobre - Landolfo Brancaccio, cardinale italiano
- 27 ottobre - Giovanni II di Brabante, duca (n. 1275)
- 27 ottobre - Gentile da Montefiore, cardinale italiano
- 6 novembre - Cristina di Stommeln, mistica tedesca (n. 1242)
- 14 novembre - Ramberto Ramberti, condottiero e politico italiano
- 24 dicembre - Rainerio del Porrina, vescovo cattolico italiano
- Bartolomeo Conti, vescovo cattolico italiano
- Pietro Dubois, giurista francese
- Gaddo Gaddi, pittore italiano
- Malatesta da Verucchio, condottiero italiano (n. 1212)
- Francesco Napoleone Orsini, cardinale italiano
- Pietro d'Anzola, notaio e giurista italiano (n. 1258)
- Tokta, condottiero mongolo
- Guido della Torre, condottiero e sovrano italiano (n. 1259)
- Lapo degli Uberti, politico e poeta italiano (n. 1247)
- Fresco d'Este, nobile